# Сърцебиене (сериал)
„Сърцебиене “ (на английски: Heartstopper) е британски романтичен сериал на Нетфликс, базиран на едноименните уебкомикси и графични романи на Алис Осман. Сценарият, написан от самата Осман, проследява историята на Чарли Спринг (Джо Лок), гей тийнейджър, който се влюбва в съученика си Ник Нелсън (Кит Конър), до когото седи в един от часовете. Сериалът разглежда още живота на Тао (Уилям Као), Ел (Ясмин Фини), Тара (Корина Браун) и Дарси (Кизи Еджел). Телевизионните права за сериала са купени от See-Saw Films през 2019 г., а през 2021 г. Нетфликс получава правата за дистрибуция. 
Еврос Лин е избран да режисира продукцията. Снимките започват през 2021 г., от април до юни, като тийзърът излиза в този период. Много, вече съществуващи песни, са използвани за саундтрака, заедно с оригинални произведения, създадени от Адискар Чейс. 
Филмовите стилове и изборът на цветове са планирани предварително, за да се придаде елегантна атмосфера, на която се набляга още чрез използването на традиционна анимация, взета от оригиналните графични романи. „Сърцебиене“ дебютира на 22 април 2022 г. и веднага получава много добри отзиви от критиците, главно заради начина, по който представя ЛГБТ обществото. 
Сериалът бързо набира популярност и само два дни след премиерата влиза в английската класация Топ 10 на Нетфликс. Комиксът и оригиналните песни също стават още по-известни след представянето на сериала. На 20 май 2022 г. е обявено, че „Сърцебиене“ получава втори и трети сезон.

## Актьорски състав и герои
- Кит Конър е в ролята на Ник Нелсън, популярен ръгбист от девети клас в гимназията, който седи до Чарли в един от часовете.
- Джо Лок е в ролята на Чарли Спринг, ученик в осми клас в гимназията, за когото отскоро всички знаят, че е гей.
- Уилям Гао е в ролята на Тао Су, най-добрият приятел на Чарли.
- Ясмин Фини е в ролята на Ел Арджент, приятелка на Чарли, Тао и Исак, която се премества в училището за момичета Хигс, след като споделя, че е трансджендър.
- Корина Браун е в ролята на Тара Джоунс, ученичка в Хигс, която се сприятелява с Ел.
- Кизи Еджел е в ролята на Дарси Олсън, гаджето на Тара и приятелка на Ел.
- Тоби Донован е в ролята на Исак Хендерсън, срамежлив приятел на Чарли, Тао и Ел.
- Джени Уолсън е в ролята на Тори Спринг, по-голямата сестра на Чарли.
- Себастиян Крофт е в ролята на Бенджамин “Бен” Хоуп, първото момче, за което се разбира, че Чарли целува.
- Кормак Хайд-Корин е в ролята на Хари Грийн, момче от ръгби отбора, което е хомофоб и тормози другите.
- Реа Норууд е в ролята на Имоджен Хийни, приятелка на Ник, която го харесва.
- Фисао Акинаде е в ролята на г-н Ахаи, учителят по изобразително изкуство, който помага морално на Чарли.
- Четна Пандиа е в ролята на Синг, треньорка на ръгби отбора, която се грижи и помага на Чарли.
- Стивън Фрай - озвучава директора Барнс.
- Оливия Колман е в ролята на Сара Нелсън, майката на Ник.

## Продукция

### Сценарий и предварителна продукция
През 2016 г. Алис Осман създава уебкомикс със заглавие „Сърцебиене“, който по-късно, след като набира популярност, прераства в графичен роман от няколко части. През 2019 г. See-Saw Films предлага на Осман да напише сценарий. Представител на компанията е самият изпълнителен продуцент - Патрик Уолтърс, който също работи с Джейми Лоринсън, а през 2018 г. съдейства на Осман за нейната Kickstarter компания. Тя проявява интерес към проекта, заради нуждата от тийнейджърско ЛГБТ представяне по телевизията, като се надява продукцията да покаже на младежите от ЛГБТ обществото, че и те могат да намерят щастие, романтика и приятелство. 
Алис Осман написва сценарий, базиран на първите две части на графичната новела. See-Saw Films го харесват и на 20 януари 2021 г. става ясно, че от Нетфликс e поръчан сезон, който ще се състои от осем епизода. Това устройва Осман и Уолтърс, тъй като Нетфликс има глобална аудитория. Еврос Лин е избран за режисьор и изпълнителен продуцент и без да е чел оригиналния текст, е завладян от сценария. 
Патрик Уилър, шеф на “Kids & Family Content” за Нетфликс, смята, че историята трябва да бъде разказана, тъй като е изключително близка и позната на младата демографска група. 
Първото заглавие на продукцията по време на снимките е „Evergreen”. 

### Кастинг
За да представи всичко по автентичен начин, Осман настоява ролите да бъдат изиграни от млади актьори. Даниел Едуардс-Гай е назначен за кастинг режисьор. През януари и февруари 2021 г. е обявен отворен онлайн кастинг за петте главни роли и за три от второстепенните. Взето е решение героят Алед Ласт да не участва в адаптацията, за да може Алед, който участва в романа „Loveless”, да има възможност за бъдеща адаптация в продукция, извън Нетфликс. Повече от 10 000 човека се явяват на прослушването чрез Зуум и първите избрани са обявени през 2021 г. –  Кит Конър като Ник и Джо Лок като Чарли. „Heartstopper” е дебют за актьорската кариера на Лок. След като е решено той да изиграе Чарли, Конър отново се явява на прослушване, за да се прецени дали има химия между двамата. Актьорите споделят, че веднага са се сприятелили. Останалите членове от актьорския състав са обявени няколко дни по-късно. Джени Уолсър се присъединява през май 2021 г. Последното прослушване се осъществява присъствено.
След като Осман изявява желание ролята на Сара да бъде изиграна от известна актриса, Лин се свързва с Оливия Колман, с която е работил и преди. Колман приема предложението. Феновете на романа са съгласни, че тя е перфектна за ролята. Лин споделя, че проникновеността ѝ и топлият ѝ характер са идеални за образа на Сара като майка на Ник.

### Снимки
Снимките започват във Великобритания през април 2021 г., главно в Беркшайър, и приключват два месеца по-късно, през юни. В епизода „Гадже“, по време на сцена, в която Ник и Чарли пътуват с влак, Осман решава да направи камео роля като пътник, който седи до тях и рисува. Извън сцената става ясно, че тя рисува влюбената двойка. Последната сцената на епизода, показваща въртележка, включва членове от екипа. 
Диана Олифирова е избрана за оператор. Тя се изправя пред най-различни предизвикателства, опитвайки се да изобрази визуално "любов, емоция и нежност". Олифирова използва камера от ръка, за да даде пространство на актьорския състав и да постигне ефект, наподобяващ документалния жанр. С дизайнера на продукцията – Тим Дикел, замислят лека цветова палитра от оранжево, жълто и тюркоаз, както и комбинация от розово и синьо.
Олифирова използва цветен гел за осветлението, който преди това създава за „We Are Lady Parts”. Цветовете на училищната сграда са контролирани, така че да не бъдат прекалено интензивни, но в същото време да са наситени. Сцените по време на партито за рождения ден на Хари са заснети през деня и екипът на продукцията трябва да закрие прозорците и да използва изкуствено осветление, което наподобява външна светлина. Смяната на сезоните е постигната чрез отблясъци на обектива. 
Началната сцена е успешно заснета в рамките на два дубъла. Първият опит, постигнат чрез контразум, е сметнат за пресилен и по-късно екипът успява да заснеме сцената отново и да я направи по-минималистична. Творческият екип предлага на Олифирова, докато в трети епизод Тара и Дарси се целуват, Ник да бъде облян в светлина, характерна за бисексуалността (розово, лилаво и синьо), символизираща самоосъзнаване на сексуалността. 
Като дизайнер на продукцията Дикел работи с декоратора Максуел Файн, като използва личния му опит и наученото от уроците по изкуство за да създаде реалистично представяне на британски класни стаи. Междувременно Дикел моли приятелите си да снимат училищните стаи на техните деца, и така създава табло на емоциите, което екипът използва за сериала. Някои от поставените предмети в стаите се променят, когато героите порастват. В класната стая по география мястото на Ник е разположено така, че да стои пред снимки на скали. Файн свързва това с метаморфните скали, които се образуват под силен натиск и символизират появата на нови чувства между Ник и Чарли.
Стаята на Ник е пълна с предмети, представящи сложния му и объркан живот. Стаята на Ел е по-изискана и артистична, а стаята на Тао е направена така, че да отразява неговата киномания. Тази на Тара е пълна с плюшени мечета, което е отразено в сценария. 
За да акцентират върху комикса, дизайнерите правят някои от предметите да изглеждат ръчно рисувани. Отразявайки характера на героите, стаята на Чарли е просторна и хаотична, докато тази на Ник е по-подредена. Осман рисува картини, вдъхновени от произведенията на Кацушика Хокусай и Джулиан Опи, които да бъдат показани в сериала.
Снимките на втори сезон се очаква да започнат на 13 септември 2022 г. в Twickenham Studios в Лондон.

### Постпродукция
Визуални елементи от уебкомикса вдъхновяват използването им и в сериала, в моменти, отразяващи силни емоции: анимирани листа се носят из въздуха; Прехвърчане на електрически искри, в сцените с първата целувка между Ник и Чарли или, когато Чарли се опитва да докосне ръката на Ник. Виждат се и анимирани чайки и птици неразделки.
Осман определя анимациите като усещане за магия, защото екипът се опитва да предизвика именно това чрез тях. Още докато е писала сценария, авторката си е представяла визуални ефекти, които да се появяват в интимните сцени между Ник и Чарли. Това са миговете, които тя нарича „моменти, които ти спират дъха". В крайна сметка Анна Перонето е избрана да създаде анимациите, използвайки сценария на Осман. Перонето е почитателка на комикса и е избрана, след като Осман публикува в Инстаграм, че търси традиционни аниматори за проекта. Тя обсъжда всичко с Лин и редакторката Софи Алонзи, за да определи какви видове анимации пасват на определена сцена. За неразделките Анна се спира на лондонските диви папагали и започва да ги изучава. 
Като използва програмата DaVinci Resolve, Олифирова работи дистанционно с колориста Тоби Томкинс. Условията на Лин са интензитетът на цвета да градира с развитието на историята и със смяната на сезоните. Те обсъждат създаването на подходящ висок динамичен диапазон за сериала и установяват цветовите и тоналните граници на проекта. В рамките на два дни Томкинс работи по първите два епизода, а за ден и половина завършва останалите шест.
Адискар Чейс композира музиката и използва електрически рифове, за да ѝ придаде актуално звучене. „Сърцебиене” е първият ѝ проект, след като завършва Националното училище за кино и телевизия. Тя прочита уебкомикса, преди да го композира и получава указания за създаване на музика около използваните вече песни. Някои от парчетата, включително основното, допринасят за „моментите, които спират дъха", като допълнително подчертават усещането за наелектризиране и вълнение.

## Премиера
Едноминутният тийзър на „Сърцебиене“ излиза на 16 март 2022 г. с лозунга  „Момче среща момче. Момчетата се сприятеляват. Момчетата се влюбват“. Хилари Лемри, журналист в Collider, описва тийзъра като “емоционално въздействащ, показващ тийнейджърската любов по директен и открит начин” и уверява зрителите, че финалната продукция ще остане вярна на оригиналния роман и естетиката в него.
Заглавията на епизодите излизат на 19 април, три дни преди официалната премиера на 22 април 2022 г.
На въпроса дали ще има втори сезон, Уолтърс отговаря, че го очакват с нетърпение, виждайки, че екипът на Нетфликс „разбира“ сериала. Лок и Конър също изразяват очакванията си за подновяване, като отбелязват развитието на историята в оригинала.
На 20 май 2022 г. Нетфликс подновява сериала за два нови сезона, след като гледаемостта през първите 28 дни е задоволителна. На 8 юли 2022 г. е открито прослушване за 16-годишната героиня Сахар Захид с небинарен пол от южноазиатски произход.

## Отзиви

### Мнение на зрителите
Само два дни след премиерата, „Сърцебиене“ заема седмо място в английската класация Топ 10 на Нетфликс, които измерват успеха на продукциите си по броя гледани часове. „Сърцебиене“ получава 14,55 милиона часа в първата седмица на платформата и достига Топ 10 в 54 държави по света. Върайъти съобщава, че сериалът също така оглавява класацията за най-популярните сериали в Туитър, което е постигнато чрез 1,3 милиона туита за него.

### Мнение на критици
Сериалът получава одобрението на критиците. Уебсайтът за рецензии Rotten Tomatoes отчита 100% рейтинг на одобрение със среден рейтинг 8,6/ 10, въз основа на 50 рецензии от критици. Критичният консенсус на уебсайта гласи: „Романс, разказан с поразителна чувствителност, „Сърцебиене“ е толкова очарователен, че зрителите няма да посмеят да пропуснат и минута“. Metacritic, които използват средната стойност на ревютата, определят резултат 85 от 100 въз основа на девет критически оценки, което показва „всеобщо признание".

### Въздействие
След излизането на поредицата, първата част на графичния роман на Осман, „Сърцебиене“ става най-продаваният тийнейджърски роман в Обединеното кралство. Саундтракът, включен в поредицата, получава големи увеличения в продажбите и оглавява музикалните класации.